# Намібія на літніх Олімпійських іграх 2008
Намібія брала участь у Літніх Олімпійських іграх 2008 року в Пекіні (Китай) уп'яте за свою історію, але не завоювала жодної медалі. Країна була представлена 10 спортсменами (6 чоловіками та 4 жінками) у 4 видах спорту: легка атлетика, бокс, стрільба і велоспорт. Прапороносцем на церемоніях відкриття та закриття Олімпійських ігор був маунтенбайкер Менні Гейманс.

## Бокс
| Категорія | Спортсмен         | 1/32                       | 1/16                     | Чвертьфінал        | Півфінал           | Фінал             | Фінал             |
| Категорія | Спортсмен         | Суперник Результат         | Суперник Результат       | Суперник Результат | Суперник Результат | Місце             |                   |
| --------- | ----------------- | -------------------------- | ------------------------ | ------------------ | ------------------ | ----------------- | ----------------- |
| до 48 кг  | Джафет Утоні      | Bye                        | Лукаш Мащик (POL) L 5–5+ | завершив змагання  | завершив змагання  | завершив змагання | завершив змагання |
| до 60 кг  | Джуліус Індонго   | Ентоні Літтл (AUS) L 2–14  | завершив змагання        | завершив змагання  | завершив змагання  | завершив змагання | завершив змагання |
| до 69 кг  | Муджанджае Касуто | Андрій Баланов (RUS) L 5–8 | завершив змагання        | завершив змагання  | завершив змагання  | завершив змагання | завершив змагання |

## Велоспорт
Шосейні і трекові дисципліни
| Спортсмен     | Дисципліна                      | Час     | Місце |
| ------------- | ------------------------------- | ------- | ----- |
| Ерік Гоффманн | групова шосейна гонка, чоловіки | 6:26:17 | 21    |

Маунтенбайк
| Спортсмен     | Дисципліна             | Час             | Місце |
| ------------- | ---------------------- | --------------- | ----- |
| Менні Гейманс | кросс-кантрі, чоловіки | LAP (3 падіння) | 45    |

## Легка атлетика
|           | Спортсмен       | Дисципліна        | Гіт     | Гіт       | Півфінал   | Півфінал   | Фінал      | Фінал      |
| Результат | Спортсмен       | Дисципліна        | Місце   | Результат | Місце      | Результат  | Місце      |            |
| --------- | --------------- | ----------------- | ------- | --------- | ---------- | ---------- | ---------- | ---------- |
| Чоловіки  | Стівен Лоу      | стрибки у довжину | 7.93    | 13        | N/A        | N/A        | не пройшов | не пройшов |
| Жінки     | Гелалія Джоаннс | марафон           | Н/Д     | Н/Д       | Н/Д        | Н/Д        | 2:35:22    | 40         |
| Жінки     | Беата Наїгамбо  | марафон           | Н/Д     | Н/Д       | Н/Д        | Н/Д        | 2:33:29    | 28         |
| Жінки     | Агнес Самарія   | 800 м             | 2:02.18 | 5         | не пройшла | не пройшла | не пройшла | не пройшла |
| Жінки     | Агнес Самарія   | 1500 м            | 4:15.80 | 7         | Н/Д        | Н/Д        | не пройшла | не пройшла |

## Стрільба
Жінки
| Спортсмен  | Змагання | Кваліфікація | Місце | Фінал      | Місце      |
| ---------- | -------- | ------------ | ----- | ---------- | ---------- |
| Габі Аренс | трап     | 52           | 20    | не пройшла | не пройшла |